# Cédric Fleureton
Cédric Fleureton (Lione, 7 novembre 1973) è un triatleta francese.

## Carriera
Ha vinto nel 2005 e nel 2006 la medaglia d'argento ai campionati europei di triathlon.
Mancata la qualificazione all'olimpiade di Pechino, dopo l'abbandono dell'attività agonistica come triatleta è poi ritornato all'agonismo nel 2014 nelle corse trail , in cui ha vinto due titoli nazionali nel trail corto ed ha vestito la maglia della nazionale francese in occasione dei mondiali 2014 e 2015.